# Teuvo Laukkanen
Teuvo Johannes Laukkanen (Pielavesi, 16 luglio 1919 – Pielavesi, 14 maggio 2011) è stato un fondista finlandese.

## Palmarès

### Olimpiadi invernali
- Argento a Sankt Moritz 1948 nella staffetta 4x10 km.